# Gormiti Nature Unleashed
Gormiti Nature Unleashed è una serie televisiva a cartoni animati italiana frutto della collaborazione di Giochi Preziosi e Mondo TV, basata sui personaggi dei Gormiti creati da Leandro Consumi e Gianfranco Enrietto per un totale di 26 episodi. Le puntate sono andate in onda in prima visione sul canale a pagamento di Cartoon Network dal 17 settembre 2012 ed in chiaro dal 24 settembre 2012 su Boing. Successivamente la serie è andata in replica su Italia 1 dal 5 maggio 2013.

## Trama
Agrom, un gormita della terra, è chiamato dal destino a riunirsi insieme ad altri prescelti per salvare il mondo di Gorm dalla minaccia del malvagio Magor. Ad aiutarlo c'è il Vecchio Saggio che lo guida in questa missione e la figura enigmatica dall'Imperatrice della natura. Prima dovrà trovare gli altri principi dei Regni dell'Aria, dell'Acqua e della Foresta. Dovranno recuperare e proteggere le loro Gorm Stone. Ma una di queste andrà nelle mani di Magor. Questo significherà che dora in poi la natura non apparirà più com'era ma verrà sovvertita.
I 4 Lord intraprenderanno un viaggio lungo tutta l'isola di Gorm per liberare i Regni dalla Nube Rossa o Mente di Fuoco, sconfiggere Magor e scoprire arcani misteri sul cuore di Gorm.

## Personaggi
- Agrom è il protagonista, capo del gruppo e principe del regno della terra. È stato il primo a comparire nella serie, ed è il personaggio in cui gli spettatori si personificano. Viene descritto come un ragazzo dall'animo gentile e aperto, conosce i suoi doveri ed è l'unico, del suo regno a crede che l'unico modo per sconfiggere Magor e l'esercito del vulcano è riunire tutti i regni di Gorm. Quando trova la sua Gorm stone, la sua altezza e la sua struttura aumentano notevolmente, in questo modo è molto più abile e potente nel controllare il suo dominio su tutto ciò che è fatto di pietra. La sua arma si chiama Rockhammer. Nei primi episodi si contenderà il ruolo di leader con Noctis. Doppiato da Mattia Ward.
- Noctis è il principe dell'aria, possiede un grande ego e pensa di conoscere alla perfezione l'isola di Gorm. È stato il secondo membro a unirsi ad Agrom. Inizialmente non avranno un buon rapporto che poi migliorerà col tempo. La sua caratteristica principale è quella di possedere una grande autorità nei confronti di tutti. Si arrabbia facilmente detesta i luoghi troppo stretti o pieni di liane, radici ed erbacce come la foresta in cui, a causa della folta vegetazione non riesce a volare. Egli fa parte di una famiglia nobile del Regno dell'aria, infatti suo padre Nadir è il re di quel regno. Essendo un principe deve far valere la sua autorità all'interno del regno per ottenere rispetto da tutti i Gormiti dell'aria (forse è proprio così che ha sviluppato il suo pessimo carattere). Quando si trasforma pende le sembianze di un'aquila bianca e possiede due grandi ali piumate bianche, è in grado di sollevare e portare in volo con sé qualunque Gormita. La sua arma è una lancia bianca a doppia punta. Doppiato da Alessio Ward.
- Tasaru il principe della foresta è stato l'ultimo a unirsi al gruppo, è molto rissoso sempre pronto a dar battaglia, ma nello stesso tempo e anche il più insicuro e tende a fidarsi degli altri sa mettersi anche in ridicolo quando è estremamente felice. La prima volta che l'hanno incontrato era intrappolato nella Fossa, una specie di Colosseo di cui lui era il campione, ma grazie ad Agrom, Noctis e Piron con l'aiuto della Gorm stone decise di partire e di lasciare il suo popolo. Quando si trasforma è il più potente di tutti, grazie alle sue liane, rami e alla sua invincibile liana artiglio è in grado di agganciare o immobilizzare qualsiasi cosa. la sua arma è una grossa mazza di corteccia. Doppiato da Massimiliano Plinio.
- Piron è il principe del regno dell'acqua, molto riflessivo e pacato rispetto a tutti gli altri, vede sempre il lato positivo delle cose. Grazie alla sua tranquillità e astuzia è in grado di creare strategie vincenti. Trasformato è in grado di controllare qualsiasi liquido e di trasformarsi in acqua per non farsi vedere dai nemici e passare indisturbato, crea dalle mani dei getti d'acqua molto potenti. La sua arma è un lungo tridente. Piron fa anche parte della famiglia reale del regno dell'Acqua, e insieme a suo fratello Devon si contendono il trono, giacché il Re, loro padre era morto da poco. Quando però Piron si allontanerà dal regno, Devon salirà al trono. Doppiato da Alberto Caneva.
- Vecchio Saggio, è un vecchio mago, che aiuterà i Signori della Natura durante il loro viaggio, impartendo lezioni sulla fiducia reciproca e sull'unione delle forze. Comunque per alcuni aspetti rimane una figura misteriosa finché non si scoprirà che è un gormita del vulcano e fratello di Magor, verrà rapito da quest'ultimo ma riuscirà e scappare. Molte volte la sua lealtà sarà messa in dubbio a causa della sua parentela. Doppiato da Pietro Biondi.
- L'imperatrice della natura è una figura molto enigmatica, appare con sembianze femminili che si manifesta ai giovani Lord quando questi la invocano con le loro Gorm stone. Lei è in grado di apparire su qualsiasi superficie che sia roccia, acqua, aria e terra o sotto forma di fantasma. Si scoprirà infine che lei è ha stretto contatto con il cuore di Gorm. Come il vecchio saggio, da ordini, consigli, suggerimenti ma è anche pronta a rimproverare alcuni dei comportamenti dei giovani eroi.
- Magor è l'antagonista principale di tutto il cartone. Risvegliatosi dopo 3000 anni di riposo nella lava del vulcano e riemerso per conquistare tutta Gorm. il suo primo obbiettivo era di possedere tutte e quattro le Gorm stone, ma quando ha acquisito quella del Vecchio Saggio è diventato più potente e la natura in questo modo si è sovvertita. Il suo obbiettivo sarà quello di rendere schiavi tutti i regni con la sua Nube Rossa, una specie di fumo rossastro che porta nei cuori e nella mente dei gormiti pura malvagità.
- Andrall è un essere fatto di pura lava, è il terzo in linea di successione al trono del Vulcano. È fedele a Magor, perché questo gli ha promesso che diventerà il suo ufficiale in seconda, per non parlare poi del potere e della gloria. È stato proprio lui a risvegliare Magor dal suo sonno e per questo il suo Signore ne è molto grato.
- Sceven faceva parte originariamente di un altro regno custodendone il segreto, ma poi ha immerso il suo corpo nella lava e si è trasformato in essa. Ogni cosa che tocca o che lo ostacola viene decomposto al suo passaggio. Possiede una grande chela da cui spara delle sfere di lava infuocate. Doppiato da Andrea Ward.
- Firespitter è un altro alleato di Magor, uno tra i più forti e tra i più sgradevoli, si prende gioco dei giovani Lord mettendoli l'uno contro l'altro. Durante un conflitto può diventare molto pericoloso, un lanciafiamme vivente in grado di sparare una grande flusso di lava dalla bocca distruggendo praticamente tutto. La sua arma è una grossa falce fatta di lava solidificata.
- Fume è al servizio di Magor, imbroglione, ninja, combattente e generale, gli piace giocare con le sue vittime prima di colpirle con trappole e illusioni. Molto agile nei movimenti, gli permette di spostarsi anche a grandi distanze in pochi momenti, quasi nessuno riesce a colpirlo. Sfuggente la sua arma è un nuchacu.
- I Seguaci di Lava, appartengono a tribù differenti, mossi dal potere sono stati trasformati da Magor in lava. Senza cervello e dall'aspetto non molto gradevole sono sparsi per tutta Gorm a portare scompiglio fra i Regni e i suoi abitanti.

## Episodi
| Nº | Titolo italiano                       | In onda           | In onda |
| Nº | Titolo italiano                       | Italiano          |         |
| 1  | Pilota                                | 17 settembre 2012 |         |
| 2  | Che aria tira lassù                   | 18 settembre 2012 |         |
| 3  | Acque impetuose                       | 19 settembre 2012 |         |
| 4  | Radici profonde                       | 20 settembre 2012 |         |
| 5  | La quinta pietra                      | 21 settembre 2012 |         |
| 6  | Gerz così buono                       | 24 settembre 2012 |         |
| 7  | Fiumi di fuoco                        | 25 settembre 2012 |         |
| 8  | Cuore in fiamme                       | 26 settembre 2012 |         |
| 9  | Il cielo sta cadendo                  | 27 settembre 2012 |         |
| 10 | Forti correnti                        | 28 settembre 2012 |         |
| 11 | Gioco di potere                       | 1º ottobre 2012   |         |
| 12 | Fratellanza                           | 2 ottobre 2012    |         |
| 13 | Le porte tagliafuoco della percezione | 3 ottobre 2012    |         |
| 14 | Il marchio di fuoco                   | 24 dicembre 2012  |         |
| 15 | Il portale di fuoco                   | 25 dicembre 2012  |         |
| 16 | La guerra dei pesci                   | 26 dicembre 2012  |         |
| 17 | Fuoco nel cielo                       | 27 dicembre 2012  |         |
| 18 | Se un albero cade...                  | 28 dicembre 2012  |         |
| 19 | La pietra e il vetro                  | 31 dicembre 2012  |         |
| 20 | Il sacrificio                         | 1º gennaio 2013   |         |
| 21 | La faccia nella sabbia                | 2 gennaio 2013    |         |
| 22 | La bestia del picco dell'aquila       | 3 gennaio 2013    |         |
| 23 | Un'ombra di speranza                  | 4 gennaio 2013    |         |
| 24 | Ogni cosa al suo posto                | 7 gennaio 2013    |         |
| 25 | Tutti per uno                         | 8 gennaio 2013    |         |
| 26 | A tutte le cose... un finale          | 9 gennaio 2013    |         |

## Sigle
La sigla Gormiti un'altra avventura è scritta da Alessandra Valeri Manera ed è cantata da Giorgio Vanni.